# Crimson/Red
Crimson/Red (engl.: „Karmesin/Rot“) ist das neunte Studioalbum der britischen Formation Prefab Sprout, das jedoch der Gründer und Songautor Paddy McAloon im Herbst 2012 in seinem eigenen Studio allein eingespielt, aufgenommen und gemeinsam mit seinem langjährigen Toningenieur Calum Malcolm produziert hat.
Die zehn Titel schrieb McAloon nicht speziell für dieses Album, sondern sie entstanden bereits zwischen 1997 und 2010. McAloon wählte sie aus seinem Archiv aus, nachdem er den mit der Plattenfirma Icebreaker Records vereinbarten Abgabetermin für neues Songmaterial auch aus gesundheitlichen Gründen verpasst hatte.
Obwohl McAloon die Veröffentlichung nicht angekündigt hatte, waren die zehn Titel im Juni 2013 durch ein Versehen der Plattenfirma im Internet verbreitet und als Albumtitel „The Devil Came A-Calling“ genannt worden.
Der Albumtitel „Crimson/Red“ ist eine Textpassage aus dem Song „Adolescence“. Nach einer Aussage McAloons in einem Interview mit dem Sender BBC Radio 6 Music bezieht sich der Titel auf den lettisch-amerikanischen Maler Mark Rothko, der dem Abstrakten Expressionismus zugeordnet wird und als Wegbereiter der Farbfeldmalerei gilt.

## Titelliste
Alle Titel von Paddy McAloon.
1. The Best Jewel Thief In The World – 3:50
2. List Of Impossible Things – 3:42
3. Adolescence – 4:27
4. Grief Built The Taj Mahal – 3:28
5. Devil Came A-Calling – 3:41
6. Billy – 4:37
7. The Dreamer – 6:00
8. The Songs Of Danny Galway – 3:48
9. The Old Magician – 2:51
10. Mysterious – 4:22

## Rezensionen
Das Album erhielt nahezu durchgehend wohlwollende Kritiken. Der Sender Deutschlandradio bezeichnete das Album als "eines der stärksten Prefab-Alben überhaupt".

## Trivia
- Die für den europäischen Markt vorgesehene Compact Disc (Barcode: 5060211501623) ist durchgehend schwarz eingefärbt und gestalterisch einer Schallplatte nachempfunden.